# Música de los países islámicos

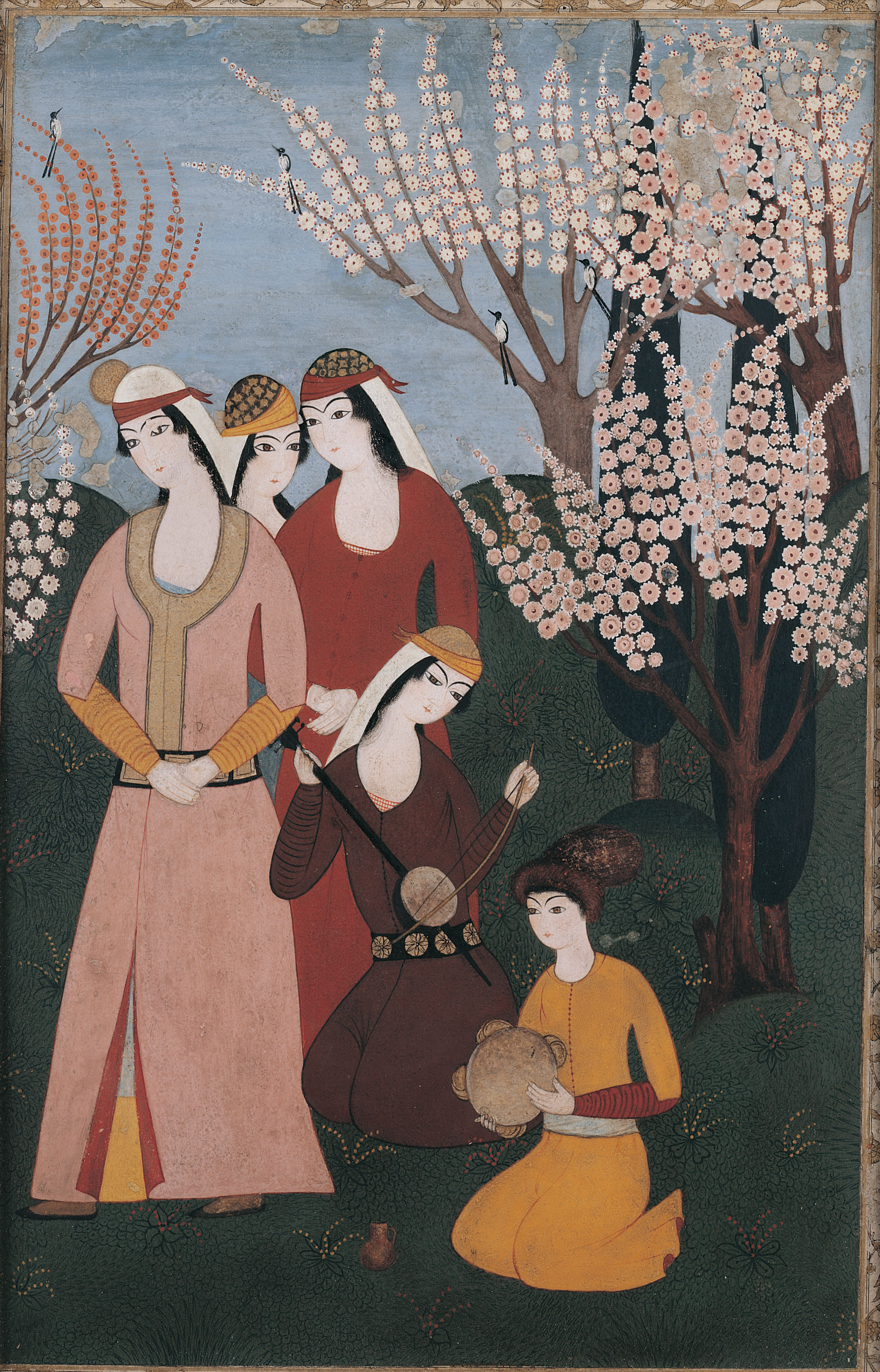
Un encuentro musical - otomano.

La música islámica es música religiosa musulmana, cantada o interpretada en servicios públicos o celebraciones privadas. El Islam se sitúa principalmente en Oriente Medio, Norte de África, Irán, Asia Central y Asia del sur. Debido a que el Islam es una religión multicultural, la expresión musical de sus creyentes es diversa. Los estilos indígenas iniciales han pasado a música de creyentes muy popular entre los musulmanes.